# Fausto Guiotto
Fausto Guiotto (Venezia, 7 febbraio 1839 – San Donà di Piave, 3 marzo 1927) è stato un ingegnere italiano.

## Biografia
Fausto Guiotto fu uno dei più noti e più abili ingegneri del Veneto: a lui si riconduce la bonifica del Basso Piave e la strutturalizzazione delle terre limitrofe. Collaborò con Edoardo Magello per molti anni, consolidando una grande amicizia che portò, nel 1896, al matrimonio con la figlia di Edoardo, Luigia Magello. Dal matrimonio ebbe quattro figlie: Elvira, Lucia, Maria e Anita. Dato il suo grande contributo alla Provincia di Venezia, sono state chiamate molte strade e piazzole in suo onore.

## Bonifica e progetti
Gli ingegneri Edoardo Magello e Fausto Guiotto furono, in tempi diversi, tra i progettisti delle bonifiche del Basso Piave che, come scrive il Fassetta: "[...] erano progettazioni fra di loro coordinate anche perché uscivano da un unico studio di un esperto tecnico che, in collaborazione con la grande proprietà (promotrice del bonificamento e spesso reduce dai propri sfortunati tentativi) progettava e preventivava il da farsi per ottenere anzitutto che lo Stato approvasse la costituzione - in luogo dei Consorzi «di scolo e difesa» - dei corrispondenti «Consorzi speciali di bonifica".
Fu progettista ed esecutore delle opere di bonifica idraulica nel Basso Piave negli anni 1900 - 1950. 
Con il suo progetto esecutivo degli impianti del Consorzio Ongaro Inferiore venne affrontata in maniera radicale la sistemazione ex novo del comprensorio di competenza. 
Nel 1910 fece parte della commissione di studio per l'ampliamento del centro urbano di San Donà di Piave; incarico che gli venne rinnovato nel 1919 per il PRGC adottato l'anno seguente su progetto dagli architetti Max Ongaro e Camillo Puglisi Allegra.